# David Theodor Schmidt
David Theodor Schmidt (* 3. September 1982 in Erlangen) ist ein deutscher Pianist.

## Leben
David Theodor Schmidt studierte Klavier an der Hochschule für Musik Karlsruhe bei Sontraud Speidel und später am Royal College of Music London bei Kevin Kenner. Er konzertierte anschließend im Konzerthaus Berlin, dem Gasteig München, dem Tschaikowsky Konservatorium Moskau, mehrfach in der Reihe der C. Bechstein Klavierabende sowie bei der Schubertiade Schwarzenberg/Hohenems und den Thüringer Bachwochen. Seine 2009 erschienene CD für das Label Sony Classical wurde von der deutschen Musikzeitschrift FonoForum als CD des Monats ausgezeichnet und auch von den Rundfunksendern RBB, MDR und NDR sowie der Zeitschrift Piano News besonders empfohlen.

## Diskografie (Auswahl)
- Johann Sebastian Bach: Partita BWV 830, Präludium & Fuge BWV 891; Dmitrij Schostakowitsch: Präludium & Fuge op. 87 Nr. 24;

Franz Liszt: Weinen, Klagen, Sorgen, Zagen. Profil - Edition Günter Hänssler (2007)
- Felix Mendelssohn: 2 Lieder ohne Worte Nr. 1 & 18, Variations serieuses op. 54; Brahms: 6 Klavierstücke op. 118; Franz Schubert: 3 Klavierstücke D. 946. Sony Classical 2008
- Johann Sebastian Bach: Partiten BWV 825 & 826; Johann Sebastian Bach/Franz Liszt: Präludien & Fugen BWV 543, 546, 547. Profil - Edition Günter Hänssler (2011)
- Franz Schubert / Franz Liszt: 4 Liedtranskriptionen; Robert Schumann: Kreisleriana op. 16. Profil - Edition Günter Hänssler (2011)

## Auszeichnungen
- 2009: Bayerischer Kunstförderpreis des Staatsministeriums für Wissenschaft, Forschung und Kunst[5]

## Medienecho (Auswahl)
- Jutta Rienas (Interviewerin): „Hoppla, das ist mein Leben“ / Der Pianist David Theodor Schmidt gibt am Sonntag ein Konzert für die HAZ-Weihnachtshilfe, in: Hannoversche Allgemeine Zeitung (HAZ) vom 27. November, S. 9